# Gaetano Monti
Gaetano Monti (Napoli, 1750 circa – Napoli, 1816 circa) è stato un compositore italiano.

## Biografia
La sua prima apparizione in pubblico avvenne nel 1758, quando egli aveva solo otto anni, quando cantò in una piccola parte (di Stellante) durante una rappresentazione dell'opera Il curioso del suo proprio danno di Niccolò Piccinni. Debuttò come operista nel 1775 a Modena con il dramma L'Adriano in Siria e nell'anno seguente fu nominato organista straordinatorio della Cappella del Tesoro del Duomo di Napoli (posizione che mantenne fino al 1788). Nel 1776 diventò inoltre impresario presso il prestigioso teatro San Carlo. Si dedicò quindi alla composizione d'opere buffe, le quali furono rappresentate nei teatri romani, veneziani e napoletani. Le sue opere più popolari furono Le donne vendicate e Lo studente.
Tempo addietro si pensava che egli fosse fratello del poeta Vincenzo Monti.

## Opere
L'anno e la città si riferiscono alla prima rappresentazione.
- Adriano in Siria (opera seria, libretto di Pietro Metastasio, 1775, Modena)
- Il cicisbeo discacciato (opera buffa, 1777, Napoli)
- La fuga (opera buffa, libretto di Giovanni Battista Lorenzi, 1777, Napoli)
- Il geloso sincerato (opera buffa, libretto di Giovanni Battista Lorenzi, 1777, Napoli)
- La contadina accorta (intermezzo, 1781, Roma)
- Le donne vendicate (opera buffa in 3 atti, libretto di Giuseppe Palomba, 1781, Teatro Nuovo (Napoli)) con Marianna Monti
- Il Molaforbice (opera buffa in 3 atti, libretto di Giuseppe Palomba, 1781, Teatro Nuovo (Napoli))
- Lo sposalizio per dispetto (dramma giocoso, libretto di Giovanni Bertati, 1781, Venezia)
- La viaggiatrice di bell'umore (intermezzo, 1782, Roma)
- Lo studente (opera buffa, libretto di Francesco Saverio Zini, 1783, Napoli)
- La donna fedele (opera buffa, libretto di Francesco Saverio Zini, 1784, Napoli)